# Cerca la Source
Cerca la Source är en ort i Haiti.   Den ligger i departementet Centre, i den östra delen av landet, 90 km nordost om huvudstaden Port-au-Prince. Cerca la Source ligger 360 meter över havet och antalet invånare är 2 792.
Terrängen runt Cerca la Source är kuperad norrut, men söderut är den platt. Runt Cerca la Source är det ganska tätbefolkat, med 120 invånare per kvadratkilometer. Närmaste större samhälle är Thomassique, 10,4 km sydväst om Cerca la Source. Omgivningarna runt Cerca la Source är en mosaik av jordbruksmark och naturlig växtlighet.